# Neopurcellia forsteri
Neopurcellia forsteri is een hooiwagen uit de familie Pettalidae.